# Google Data Studio
O Google Data Studio (atualmente conhecido como Google Looker Studio) é uma ferramenta on-line para criação de relatórios e painéis informativos personalizáveis a partir de banco de dados e planilhas introduzido pelo Google em 15 de março de 2016 como parte do pacote empresarial Google Analytics 360. Em maio de 2016, o Google anunciou uma versão gratuita do Data Studio para indivíduos e pequenas equipes. Em meados de 2020, a empresa mudou o nome da ferramenta para Google Looker Studio, mantendo todas as suas demais características. 
Com o Looker Studio é possível: Ver seus dados como relatórios; Conectar aos seus dados de diferentes origens; Compartilhar e colaborar através de dashboards inteligentes. 
Atualmente existe o Looker Studio gratuito e o Looker Studio Pro.